# Semiothisa vitriferaria
Semiothisa vitriferaria är en fjärilsart som beskrevs av Walker 1862. Semiothisa vitriferaria ingår i släktet Semiothisa och familjen mätare. Inga underarter finns listade i Catalogue of Life.